# Evangelista da Pian di Meleto

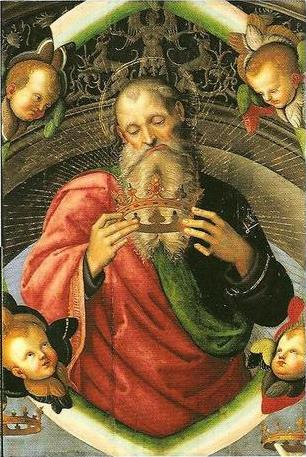
Frammento della Pala del beato Nicola da Tolentino, Museo di Capodimonte di Napoli

Evangelista da Pian di Meleto (Piandimeleto, 1460 circa – Urbino, 18 gennaio 1549) è stato un pittore italiano allievo di Giovanni Santi e collaboratore del giovane Raffaello.

## Biografia
Allievo di Giovanni Santi almeno dal 1483, dopo la morte di questi nel 1494 lavorò con Timoteo Viti. Decorò con Ottaviano Prassede la cappella del Santissimo Sacramento della cattedrale di Urbino ed eseguì con Raffaello, per il convento di Sant'Agostino di Città di Castello, nel 1501, la Pala del beato Nicola da Tolentino, poi smembrata e dispersa, si ritiene, fra la Pinacoteca Tosio Martinengo di Brescia, il Museo di Capodimonte di Napoli, l'Institute of Art di Detroit, il Museo del Louvre di Parigi ed il Museo nazionale di Palazzo Reale di Pisa.
Gli sono attribuiti la Vergine col Bambino in trono e santi e l'affresco della Crocefissione con i santi Lorenzo, Rocco e Sebastiano, nel Palazzo comunale di Sassocorvaro, e la Crocefissione con la Vergine e i santi Giovanni Evangelista e Maria Maddalena della parrocchiale di Pian di Meleto.
Tra le opere attribuitegli figurano inoltre alcune Muse (già nel Palazzo Ducale di Urbino, ora nella galleria Corsini di Firenze) e sei figure di apostoli (Galleria Nazionale di Urbino), che rivelano influssi fiamminghi e di Melozzo da Forlì.